# Рейд, Одри
Одри Рейд, после замужества — Джермен (англ. Audrey Reid-German; род. 25 марта 1952, Трелони, Ямайка) — ямайская легкоатлетка.

## Биография
Серебряная призерка Панамериканских игр 1971 года по прыжкам в высоту, бронзовый призёр Панамериканских игр 1967 года в эстафете 4×100 метров.
Трижды, в 1968, 1972 и 1976 годах, принимала участие в летних Олимпийских играх.
Дважды, в 1969 и 1972 годах, признавалась спортсменкой года на Ямайке.